# Conseil des Quarante-Quatre
Le Conseil de Quarante-quatre est l'une des deux institutions centrales traditionnelles de la Nation Cheyenne. La seconde est les sociétés militaires comme les Chiens soldats (Cheyenne). L'influence du Conseil des Quarante-quatre faiblit en raison de conflits internes entre les Cheyennes au sujet de la politique à l'égard de l'invasion des colons blancs sur les Grandes Plaines. Cette influence subit un sévère revers lors du massacre de Sand Creek.
Le Conseil des Quarante-quatre est le conseil des chefs, composé de quatre chefs de chacune des dix tribus Cheyennes ainsi que de quatre autres chefs ou « Vieux Hommes ». Ces chefs sont choisis parmi les chefs ayant déjà servi le conseil de manière émérite. Au début de l'épopée des Cheyennes, trois tribus étaient connues comme sous les noms de Heviqs-nipahis, Sutaio et Masikota. Elles se regroupèrent pour former la Tsé-tsêhéstâhese ou « Comme des personnes de cœur » connus aujourd'hui comme les « Cheyennes ». La tribu unifiée se divisa ensuite en dix tribus :
| - Heviqs-nipahis - Hévhaitanio (Heévâhetaneo'o) - Masikota - Omísis (Ôhmésêheseo'o) - Sutáio (Só'taeo'o) | - Wotápio - Oivimána (Oévemana) - Hisíometanio (Hesé'omeétaneo'o) - Oqtóguna - Hónowa (Háovôhnóva) |

Les chefs du conseil sont généralement des hommes plutôt âgés qui inspiraient le respect. Ils sont chargés de la gestion au quotidien des affaires touchant à leur tribu ainsi que du maintien de la paix, tant à l'intérieur qu'à l'extérieur de la tribu par la force de leur autorité morale. Alors que les chefs de tribus sont principalement à la tête de leurs propres tribus, les questions impliquant l'ensemble de la Nation, comme les traités et les alliances nécessitaient des discussions par l'ensemble du Conseil des Quarante-quatre. Les chefs ne sont pas désignés par vote mais par le Conseil, dont les membres nomment leurs successeurs. Les membres sont en général nommés pour dix ans et le conseil se réunit tous les quatre ans. De nombreux chefs sont choisis parmi les rangs des sociétés guerrières. Mais ils sont alors obligés de quitter leur société pour siéger au conseil.

## Sociétés militaires
Alors que les chefs étaient responsables de la gouvernance globale des tribus, les chefs militaires des sociétés guerrières étaient chargés du maintien de la discipline au sein de la tribu, de la supervision des chasses tribales, des cérémonies ainsi que du commandement au combat. Le conseil des chefs décidait de quelle société assumerait ces fonctions puis, après un certain temps, pouvait décider de changer de société guerrière.

## La détérioration de la gouvernance traditionnelle tribale
Au début, dans les années 1830, les Chiens soldats qui étaient passés d'une société guerrière éponyme à une tribu mixte de Cheyennes et de Lakotas occupait un territoire entre la Smoky Hill River dans le sud du Nebraska, le nord de Kansas, et le nord-est du Colorado. Au cours des années 1860, alors que le conflit entre les indiens et les colons s'amplifiait, l'influence exercée par les bellicistes Chiens soldats, ainsi que celle des sociétés guerrières des autres tribus, était devenu un important contre-pouvoir à l'influence traditionnelle du Conseil des Quarante-quatre, qui était plus enclin à la paix avec les blancs.
Le massacre de Sand Creek du 29 novembre 1864, en plus de susciter de lourdes pertes en vies humaines et biens matériels pour les tribunes Cheyennes et Arapahos présentes à Sand Creek, fut également dévastateur pour le pouvoir traditionnel des Cheyennes. Huit des quarante-quatre membres du conseils furent tués à cette occasion (White Antelope, One Eye, Yellow Wolf, Big Man, Bear Man, War Bonnet, Spotted Crow, et Bear Robe), de même qu'un certain nombre de chefs des sociétés guerrières Parmi les chefs tués figurent plusieurs de ceux qui avaient prôné la paix avec les colons blancs et le gouvernement des États-Unis. L'impact de cette situation sur la société cheyenne fut d'exacerber le fossé social et politique entre le conseil traditionnel des chefs et ses adeptes d'un côté et les Chiens soldats de l'autre. Pour les Chiens soldats, le massacre de Sand Creek illustre la folie de la volonté de paix des chefs politiques illustrée par la signature de traités comme le premier Traité de Fort Laramie ainsi que le Traité de Fort Sage. Il leur a permis de justifier leur posture belliciste envers les blancs. Le système clanique traditionnel des Cheyenne système de clan, reposant sur les décisions du Conseil des Quarante-quatre fut sérieusement ébranlée par les événements de Sand Creek. L'autorité morale du Conseil des chefs, prônant la mesure et la paix fut  sérieusement touchée par ces événements, laissant ainsi plus d'emprise politique pour les Chiens soldats.

## Aujourd'hui
La Tribu Cheyenne a perpétué le Conseil des Quarante-Quatre jusqu'à nos jours. Certains chefs de paix actuellement actifs au sein de la communauté des Amérindiens tels que Gordon Yellowman Sr, Harvey Pratt, W. Richard West, Jr, Laurent Hart et Ben Nighthorse Campbell sont membres du Conseil de Quarante-Quatre.